# Paratendipes hexatomus
Paratendipes hexatomus är en tvåvingeart som beskrevs av Jean-Jacques Kieffer 1921. Paratendipes hexatomus ingår i släktet Paratendipes och familjen fjädermyggor.
Artens utbredningsområde är Tyskland. Inga underarter finns listade i Catalogue of Life.